# Evolution Sportscars

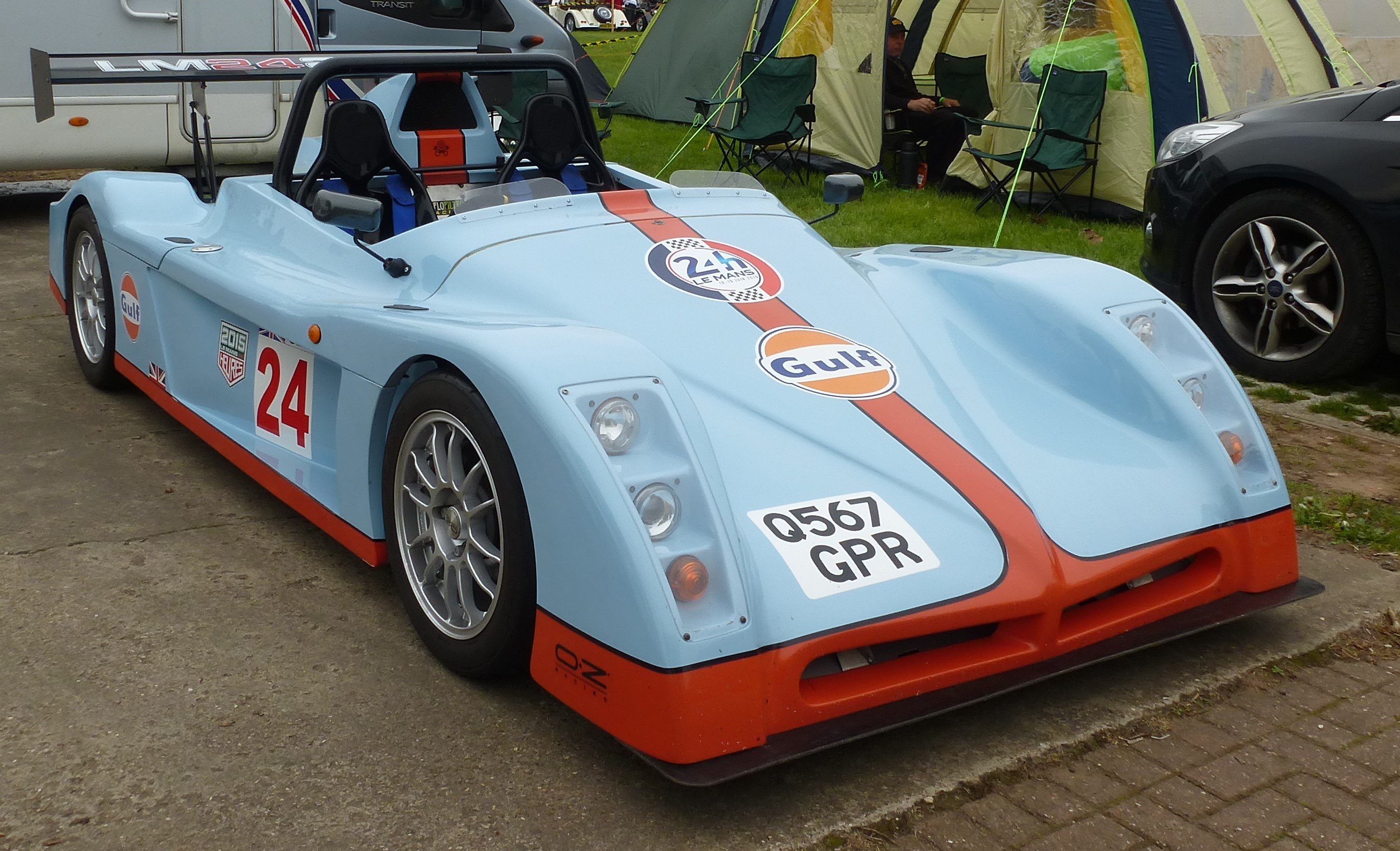
Evolution GT-R

Evolution Sportscars war ein britischer Hersteller von Automobilen.

## Unternehmensgeschichte
Robert Lewis gründete 2005 das Unternehmen in Warrington in der Grafschaft Cheshire. Er übernahm ein Projekt von MK Sportscars und begann mit der Produktion von Automobilen und Kits. Der Markenname lautete Evolution. 2006 endete die Produktion. Insgesamt verkaufte das Unternehmen zwölf Exemplare.
Es gab keine Verbindung zu Evolution Sports Cars, die ein paar Jahre früher aktiv waren.

## Fahrzeuge
Das einzige Modell GT-R war der Nachfolger des MK GT 1. Dies war ein offener zweisitziger Rennsportwagen.